# デール・ルイス
デール・ルイス（Dale Folsom Lewis、1933年8月29日 - 1997年8月30日）は、アメリカ合衆国のプロレスラー。ウィスコンシン州リトルブラック出身。
オリンピックのレスリング全米代表を経てプロに転向後、AWAやNWAの主要テリトリーで活躍した。

## 来歴
海兵隊時代からレスリングで活躍し、1956年のメルボルンオリンピックにグレコローマンのヘビー級選手として出場。除隊後にオクラホマ大学に入学して、1958年にはAAUのフリースタイルで準優勝、1959年には優勝してヘビー級王者となり、同年のパンアメリカン競技大会においても金メダルを獲得した。1960年のローマオリンピックにも出場し（11位）、同年から1961年にかけてはオクラホマ大学でNCAAのタイトルを連覇している。
1961年にプロデビューして、AWAのテリトリーで活動。同年11月16日、ミネソタ州ロチェスターにてパット・ケネディをパートナーに、ハードボイルド・ハガティ&ボブ・ガイゲルからAWA世界タッグ王座を奪取。1963年10月14日にはコロラド州デンバーにおいて、バーン・ガニアが保持していたAWA世界ヘビー級王座に挑戦した。
NWAのテリトリーでは、1965年6月17日にノースカロライナ州グリーンズボロにおいて、ルー・テーズのNWA世界ヘビー級王座に挑戦。その後は1967年よりテキサス西部のアマリロ地区に参戦して、ドクター・ブラッド（Dr. Blood）なるヒールの覆面レスラーに一時的に変身。ザ・メディックことトニー・ゴンザレスとの覆面コンビでドリー・ファンク・ジュニア&テリー・ファンクとタッグ王座を争った。
以降は素顔に戻り、ジョージア地区では1968年12月27日、ザ・プロフェッショナルを破りNWAジョージア・ヘビー級王座を獲得。1969年5月からはフロリダ地区（エディ・グラハム主宰のCWF）を主戦場として、8月26日にサイクロン・ネグロからNWAフロリダ・ヘビー級王座、11月4日にビューティフル・ブルータスからブラスナックル王座、1970年4月11日にはボブ・オートンからNWA南部ヘビー級王座をそれぞれ奪取している。当時ドリー・ファンク・ジュニアが保持していたNWA世界ヘビー級王座にも、フロリダ各地で再三挑戦した。
1970年10月、ロサンゼルス地区でNWAユナイテッド・ナショナル・ヘビー級王座の初代王者に認定されたが、同月23日にパンテラ・ネグラに王座を明け渡している。ロサンゼルスでは高千穂明久やフレッド・ブラッシーとも対戦した。
1972年よりオクラホマやルイジアナを拠点とする中南部のトライステート地区に参戦して、オクラホマ大学の先輩であり同じくオリンピアンだったダニー・ホッジともタッグチームを結成。5月15日にはビル・ワットを破り、同地区のフラッグシップ・タイトルだったNWA北米ヘビー級王座を獲得した。
1974年からは太平洋岸北西部に定着。オレゴンおよびワシントンを本拠地とするパシフィック・ノースウエスト・レスリング（PNW）では、11月15日にジミー・スヌーカからNWAパシフィック・ノースウエスト・ヘビー級王座を奪取している。カナダのバンクーバー地区ではジン・キニスキーやマサ斎藤らをパートナーに、NWAカナディアン・タッグ王座を再三獲得した。
1970年代後半より試合数を減少させるも、その後も1980年までPNWのリングに上がり、スヌーカ、ドン・レオ・ジョナサン、ダッチ・サベージ、ブル・ラモス、マティ鈴木、アイアン・シーク、ジェシー・ベンチュラ、レス・ソントン、バディ・ローズ、アドリアン・アドニス、ロディ・パイパーらと対戦。弟子格のジン・ルイスともタッグを組んだ。
1997年8月30日、白血病により64歳で死去。

### 日本での戦歴
1966年1月、日本プロレスに初来日。2月4日のリキ・スポーツパレス大会ではジャイアント馬場とのシングルマッチが組まれた。2度目の来日となる1970年1月開幕の『'70新春チャンピオン・シリーズ』では、1月27日に東京都体育館においてボボ・ブラジルと組み、馬場&アントニオ猪木のBI砲が保持していたインターナショナル・タッグ王座に挑戦している。日本プロレスには1971年末にも来日して、年明けの『'72新春チャンピオン・シリーズ』に出場。馬場、坂口征二、大木金太郎、上田馬之助らとシングルマッチで対戦した。
1973年9月にはAWAとの提携ルートで国際プロレスの『第5回IWAワールド・シリーズ』に参戦。公式リーグ戦では同ブロックのブラックジャック・マリガン、グレート草津、マイティ井上、アニマル浜口らと対戦したが、グレッグ・ガニアと大磯武から2勝を挙げたのみの戦績で終わり、これが最後の来日となった。シリーズ中は浜口との金網デスマッチや別ブロックのラッシャー木村とのシングルマッチも行われた。

## 獲得タイトル
アメリカン・レスリング・アソシエーション
- AWA世界タッグ王座：1回（w / パット・ケネディ）[6]
- AWA中西部タッグ王座：5回（w / スタン・プラスキー×3、ハーリー・レイス、フランシス・セント・クレアー）[28]

オールスター・レスリング
- ネブラスカ・ヘビー級王座：1回[29]

NWAウエスタン・ステーツ・スポーツ
- NWA北米タッグ王座（アマリロ版）：2回（w / ザ・メディック）[30]

ジョージア・チャンピオンシップ・レスリング
- NWAジョージア・ヘビー級王座：1回[10]

チャンピオンシップ・レスリング・フロム・フロリダ
- NWA南部ヘビー級王座（フロリダ版）：1回[13]
- NWAフロリダ・ヘビー級王座：1回[11]
- NWAフロリダ・ブラスナックル王座：2回[12]
- NWAフロリダ・タッグ王座：1回（w / ミズーリ・モーラー）[31]

NWAハリウッド・レスリング
- NWAユナイテッド・ナショナル・ヘビー級王座：1回（初代王者）[16]

NWAトライステート
- NWA北米ヘビー級王座（ミッドサウス版）：1回[19]

ワールド・チャンピオンシップ・レスリング（オーストラリア）
- NWA豪亜タッグ王座：1回（w / ボブ・グリフィン）[32]

パシフィック・ノースウエスト・レスリング
- NWAパシフィック・ノースウエスト・ヘビー級王座：1回[20]

NWAオールスター・レスリング
- NWAカナディアン・タッグ王座（バンクーバー版）：4回（w /ジン・キニスキー、マサ斎藤、ジークフリード・スタインク×2）[21]